# Luis del Rosario
Luis del Rosario (Manilla, 24 september 1886 - 22 september 1970) was een Filipijnse rooms-katholieke geestelijke. Del Rosario was van 1933 tot 1958 bisschop van Zamboanga en aansluitend van 1958 tot zijn pensionering in 1966 aartsbisschop van Zamboanga.

## Biografie
Luis del Rosario werd geboren in Binondo, Manilla. Hij was een van de drie kinderen van Anacleto del Rosario, een prominent scheikundige, en Valeriana Valdezco. Luis werd tot priester in de Sociëteit van Jezus gewijd op 17 december 1910. Na het overlijden van de Spaanse bisschop van Zamboanga op 2 augustus 1931, werd Del Rosario bijna anderhalf jaar later door Paus Pius XI benoemd tot diens opvolger. Toen het bisdom in 1958 werd verheven naar een aartsbisdom, werd hij benoemd tot aartsbisschop. In 1966, kort voor zijn 80e verjaardag ging Del Rosario met pensioen en werd hij benoemd tot titulair aartsbisschop van Thiges. Hij werd opgevolgd door Lino Gonzaga, de toenmalige bisschop van Palo. Vier jaar later overleed Del Rosario, twee dagen voor het bereiken van de 84-jarige leeftijd..